# Le Royal Hotel
Le Royal Hotel ili Le Royal Hôtel d'Ammān je peta najviša zgrada u jordanskom glavnom gradu Ammanu. U sklopu zgrade nalaze se hotelski lanac Le Royal, šoping centri, kino dvorane i poslovni prostori.
Izvorno je procijenjeno da bi troškovi izgradnje zgrade stajali 200 milijuna USD no oni su povećani na 350 milijuna USD.

## Vanjske poveznice
- Le Royal Hotel (Amman) (en.Wiki